# Szulec
Szulec [ˈʂulɛt͡s] es un pueblo ubicado en el distrito administrativo de Gmina Opatówek, dentro del Distrito de Kalisz, Voivodato de Gran Polonia, en el oeste de Polonia central. Se encuentra aproximadamente a 3 kilómetros al noreste de Opatówek, a 12 kilómetros al este de Kalisz, y a 117 kilómetros al sureste de la capital regional Poznań.